# Ciliatotropis
Ciliatotropis is een geslacht van weekdieren uit de klasse van de Gastropoda (slakken). 

## Soorten
- Ciliatotropis ciliata (Golikov & Gulbin, 1978)
- Ciliatotropis japonica Golikov, 1986
- Ciliatotropis striata (Golikov in Golikov & Scarlato, 1985)